# Národní politika

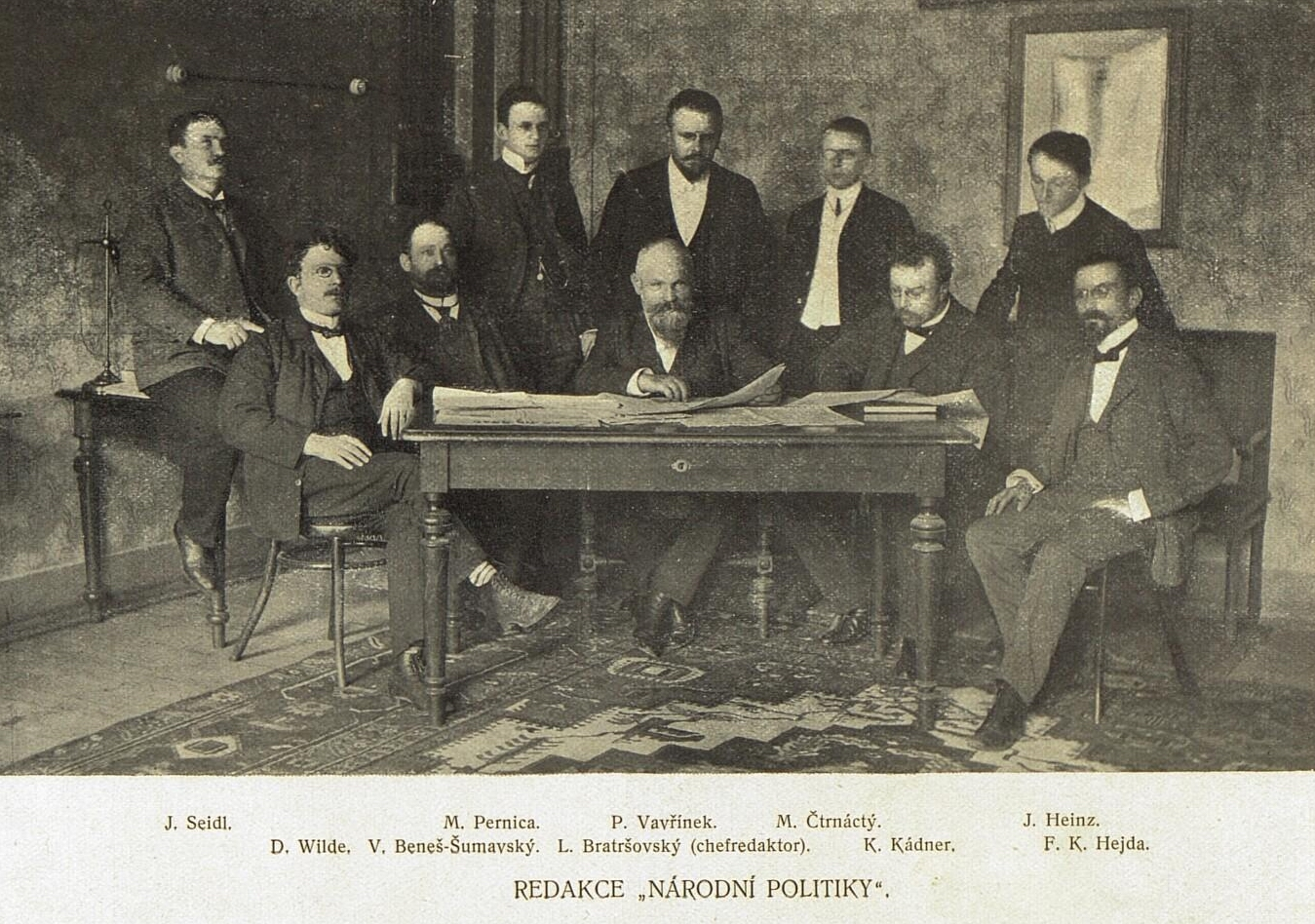
Die Redaktion der Národní politika im Jahr 1904

Národní politika (deutsch Nationale Politik) war eine konservative tschechische Tageszeitung in den Jahren 1883–1945.
Zuvor war das seit dem 21. Juni 1883 eigenständige Blatt Beilage der Zeitung Politik. Erster Chefredakteur der Národní politika war Josef Hubáček, zuvor bei Hlas Národa (Stimme des Volkes) tätig. Ihm folgte 1885 Josef J. Toužimský, danach Ludvík Bratršovský, von 1905 bis 1927 Václav Beneš-Šumavský und ab 1927 Josef Janda. 1938 wurde Václav Crha Chefredakteur, 1943 Jan Scheinost.
Herausgeber war die Druckerei und Verlag Politika in Prag. Ursprünglich war sie Verkündungsorgan der politischen Gruppierung der Alttschechen, nach dem Ersten Weltkrieg ein Organ der Národní Demokratická Strana (Nationale demokratische Partei).
Die Zeitung erschien in hoher Auflage, war wirtschaftlich durch zahlreiche Inserenten gestützt und wurde vor allem von der mittleren Schicht gelesen.